# Sheila MacRae
Sheila Margaret MacRae (nacida Stephens, Londres, 24 de septiembre de 1921 - Englewood, Nueva Jersey, 6 de marzo de 2014) fue una actriz, bailarina y cantante estadounidense de origen británico. Apareció en películas como Pretty Baby (1950), Caged (1950), Backfire (1950) y Sex and the Single Girl (1964).
En televisión se interpretó a sí misma en un episodio de I Love Lucy, "The Fashion Show". También interpretó a Alice Kramden, la paciente pero atrevida esposa del conductor de autobús Ralph Kramden (interpretado por Jackie Gleason) en los episodios de color de comedia musical de "The Honeymooners" en el Jackie Gleason Show 1966-70 (un papel que originalmente fue por Pert Kelton y luego, cuando Kelton estuvo en la lista negra, por Audrey Meadows y más tarde Sue Ane Langdon). Ella después actuó como Madelyn Richmond en la telenovela de larga duración Hospital General.

## Vida personal
MacRae nació en Londres, pero evacuó a Long Island, Nueva York en 1939, poco antes del inicio de la Segunda Guerra Mundial.
Se casó con el actor y cantante Gordon MacRae en 1941, la pareja se divorció en 1967. Ambos cantantes excepcionales, a menudo aparecieron en el escenario juntos, en este tipo de producciones musicales como una de 1964 Bells Are Ringing, y Guys and Dolls, haciendo el papel de la señorita Adelaida, un papel que la llevó a Broadway en el reestreno de 1965. Fueron padres de dos hijas, las actrices Heather MacRae y Meredith MacRae, y sus dos hijos, William Gordon MacRae y Robert Bruce MacRae. Meredith y Robert Bruce fallecidos antes que su madre.

## Muerte
Murió el 6 de marzo de 2014, en Englewood, Nueva Jersey, a los 92 años de edad, por causas naturales en la Lillian Booth Actors Home.